# Plop en de Peppers
Plop en de Peppers is een kinderserie van Studio 100. De serie wordt uitgezonden op NPO Zappelin en gaat over Kabouter Plop en zijn drie vrienden, de Peppers. Het is een onderhoudend en educatief programma voor kinderen. Het is een spin-off van de serie Kabouter Plop.

## Verhaal
Plop maakt samen met de drie Peppers, Pol, Pip en Pepijn, van alles mee in een boom.

## Rolverdeling
- Plop - Walter De Donder
- Pip - Ianthe Tavernier
- Pol - Mario Perton
- Pepijn - Canick Hermans, Kobe Van Herwegen (stem)

## Afleveringen
Er zijn in totaal 52 afleveringen: 2 seizoenen van elk 26 afleveringen.
| Nr. | Titel                   | Originele uitzenddatum |
| --- | ----------------------- | ---------------------- |
| 1   | De afwas                | 19 september 2015      |
| 2   | De ruzie                | 21 oktober 2015        |
| 3   | De spiegel              | 22 oktober 2015        |
| 4   | De verdwenen kast       | 23 oktober 2015        |
| 5   | De weddenschap          | 24 oktober 2015        |
| 6   | De zeepbellen           | 27 oktober 2015        |
| 7   | Het enge geluid         | 28 oktober 2015        |
| 8   | Het liefdesliedje       | 29 oktober 2015        |
| 9   | Het opruimspook         | 30 oktober 2015        |
| 10  | Het wortelvirus         | 2 november 2015        |
| 11  | Pol kookt               |                        |
| 12  | De tandarts             |                        |
| 13  | De verjaardag           |                        |
| 14  | Pol is verliefd         |                        |
| 15  | Het cadeautje           |                        |
| 16  | De nieuwe bril          |                        |
| 17  | Vissen                  |                        |
| 18  | Feestjestijd            |                        |
| 19  | Alles samen doen        |                        |
| 20  | Poets wederom poets     |                        |
| 21  | Valsspelen              |                        |
| 22  | Een harde noot          |                        |
| 23  | Als de muis van huis is |                        |
| 24  | Plop is gevallen        |                        |
| 25  | Beste vrienden          |                        |
| 26  | Luid gesnurk            |                        |

### Seizoen 2
| Nr. | Titel                   | Originele uitzenddatum |
| --- | ----------------------- | ---------------------- |
| 27  | Het golfmannetje        |                        |
| 28  | Pepijn de brandweerman  |                        |
| 29  | De nieuwe zanger        |                        |
| 30  | Hamsteren               |                        |
| 31  | Abracadabra             |                        |
| 32  | Toneelspelen            | 26 september 2016      |
| 33  | De schatkaart           | 27 september 2016      |
| 34  | De wens van Pip         | 28 september 2016      |
| 35  | Plop heeft hoogtevrees  | 29 september 2016      |
| 36  | Onhandige jongens       | 30 september 2016      |
| 37  | Pepijn de danser        | 3 oktober 2016         |
| 38  | Slokkoppen              | 4 oktober 2016         |
| 39  | Clown Pop               |                        |
| 40  | Pip en pop              |                        |
| 41  | De trommel              |                        |
| 42  | De inbreker             |                        |
| 43  | Pip kookt lekker        |                        |
| 44  | luieriken               |                        |
| 45  | De verdwenen knuffel    |                        |
| 46  | De repetitie            |                        |
| 47  | Hypnose                 |                        |
| 48  | Pepijn zegt iedereen na |                        |
| 49  | Pol in blik             |                        |
| 50  | Cadeautjes verwisseld   |                        |
| 51  | De paspop               |                        |
| 52  | Gevaarlijke hond        |                        |